# Věra Vavřincová
Věra Vavřincová (* 25. prosince 1939) byla česká a československá politička Komunistické strany Československa a poslankyně Sněmovny lidu Federálního shromáždění za normalizace.

## Biografie
K roku 1981 se profesně uvádí jako uvolněná předsedkyně závodního výboru ROH. Šlo o podnik Potraviny Gottwaldov. Ve volbách roku 1981 zasedla do Sněmovny lidu (volební obvod č. 95 - Gottwaldov II, Jihomoravský kraj). Ve Federálním shromáždění setrvala do konce funkčního období, tedy do voleb roku 1986.